# Saku Koivu
Pour les articles homonymes, voir Koivu.
Temple de la renommée de l'IIHF : 2017
Temple de la renommée finlandais : 2015
Saku Antero Koivu (né le 23 novembre 1974 à Turku en Finlande) est un joueur professionnel finlandais de hockey sur glace. Il évoluait au poste de centre.
Il est membre et porte-parole des athlètes du Comité international olympique depuis 2006.

## Biographie

### Les débuts en Europe
Saku Koivu commence sa carrière professionnelle en 1992 avec le TPS Turku, le club qui l'a formé, dans la SM-liiga. Il y joue trois saisons, remportant deux fois le championnat de Finlande. Lors de la saison 1994-1995, il termine meilleur compteur du championnat et est élu joueur de l'année, meilleur joueur du championnat et meilleur joueur des séries éliminatoires. Toujours en 1995, il fait partie de l'équipe de Finlande qui devient championne du monde pour la première fois. Koivu joue sur la première ligne de l'équipe en compagnie de Ville Peltonen et Jere Lehtinen et tous les trois sont élus dans l'équipe-type du tournoi alors que Koivu est élu meilleur attaquant.
Il est par la suite sélectionné à de nombreuses reprises en équipe nationale dont il devient le capitaine. Il remporte notamment la médaille d'argent à la Coupe du monde 2004 et aux Jeux olympiques de Turin en 2006, ainsi que celle de bronze aux Jeux olympiques de 1994, 1998 et 2010.

### Avec les Canadiens de Montréal

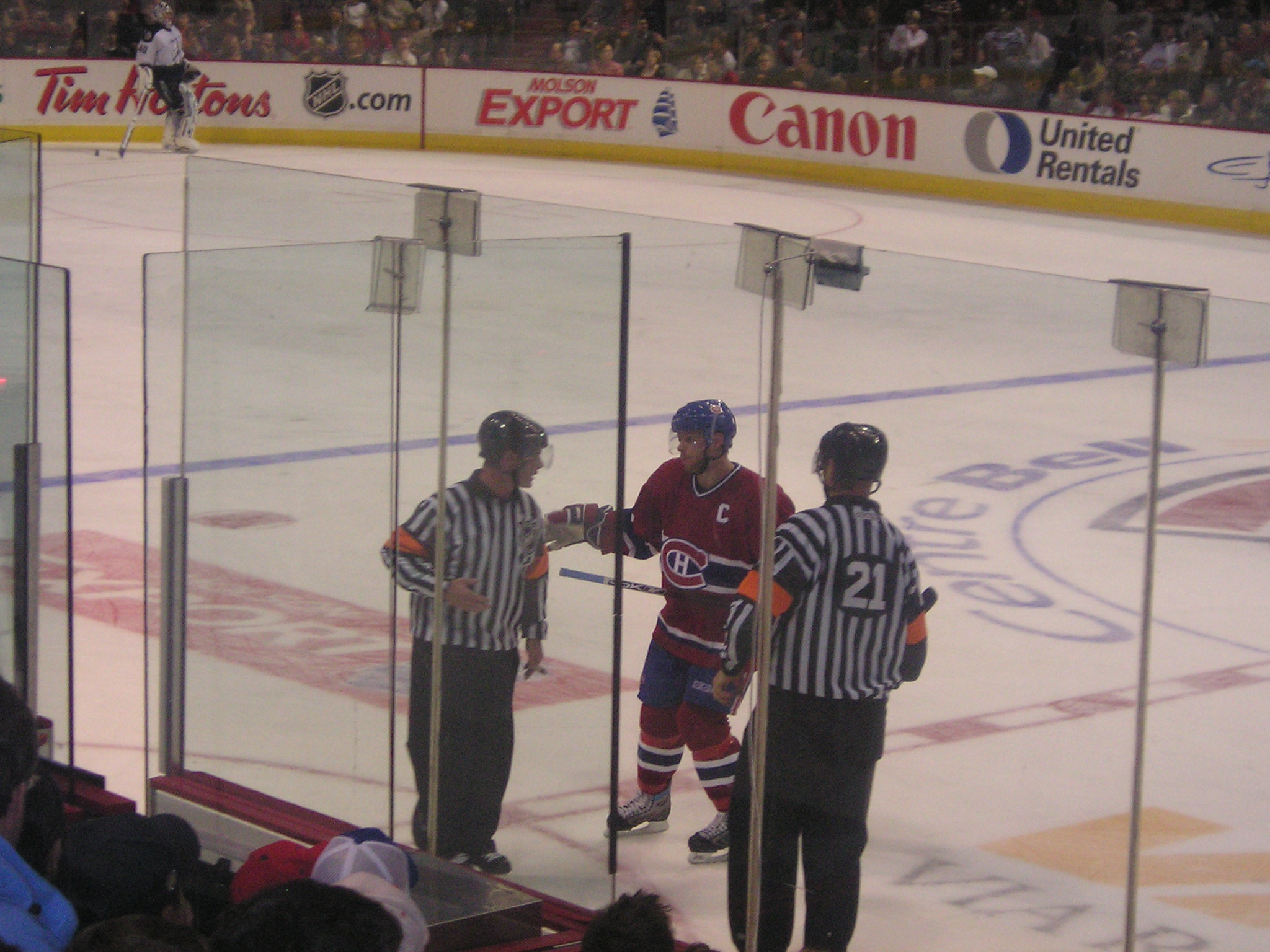
Saku Koivu avec les Canadiens de Montréal.

Choisi au 21e rang par les Canadiens de Montréal au cours du repêchage d'entrée dans la Ligue nationale de hockey en 1993, il joue son premier match dans la LNH le 7 octobre 1995 contre les Flyers de Philadelphie. En 1998, il est sélectionné pour jouer le 48e Match des étoiles de la ligue. La même année, il joue pour l'équipe de la Finlande aux Jeux olympiques gagnant la médaille de bronze.
En 1999, il est nommé capitaine de l'équipe des Canadiens de Montréal. En 2001-2002, atteint d'un cancer (lymphome intra-abdominal non-hodgkinien), il rate presque toute la saison, mais revient au jeu pour les trois dernières parties et les séries éliminatoires. Cette même année, il reçoit le trophée Bill-Masterton.
En 791 parties en saison régulières avec Montréal, il marque 191 buts et 450 passes pour un total de 641 points. Il participe à 54 matches de séries éliminatoires où il marque 16 buts et 32 passes pour un total de 48 points.
Le 11 février 2006, Saku Koivu signe une entente le liant au Canadien de Montréal pour les trois saisons suivantes. L'entente, d'une valeur de 14,25 millions de dollars américains, est assortie d'une clause de non-échange. Il égale Jean Béliveau en tant que joueur ayant été capitaine le plus longtemps de l'histoire du Canadien (10 ans).
En série éliminatoire de cette même année, Koivu est victime d'une blessure à l'œil : un coup de bâton accidentel de Justin Williams des Hurricanes de la Caroline met un terme à sa saison.
En début de saison 2006-2007, Koivu marque 14 buts et 18 passes en 29 parties. Il finit la saison avec un différentiel de -21 et 75 points (22 buts et 53 passes), un sommet personnel.
Le 3 janvier 2008, Koivu obtient sa 400e passe dans la LNH dans un match opposant le Canadien de Montréal au Lightning de Tampa Bay. Le 18 octobre 2008, il dépasse Maurice Richard au nombre de passes : lors de son 732e match dans la LNH, dans une rencontre contre les Coyotes de Phoenix, il réussit deux passes pour terminer la soirée avec 422 passes, une de plus que le Richard qui avait eu besoin de 978 matchs pour marquer 421 passes.
Après s'être emparé du 11e rang des pointeurs dans l'histoire du Canadien, Koivu devient le meilleur pointeur européen de l'histoire de l'équipe, devançant Mats Naslund.

### Avec les Ducks d'Anaheim
Le 8 juillet 2009, Saku Koivu, alors joueur autonome sans restriction, signe un contrat d'un an d'une valeur de 3,25 millions de dollars avec les Ducks d'Anaheim et rejoint ainsi un autre finlandais, Teemu Selänne. Après 5 saisons jouées avec les Ducks, il annonce sa retraite en septembre 2014.

### Hors LNH
Il est le représentant finlandais au comité olympique.
Il a créé The Saku Koivu foundation (« la fondation Saku Koivu ») pour acheter un scanner TEP/CT (d'une valeur de huit millions de dollars). Au mois de septembre 2005, Koivu remettait ce scanner à l'hôpital général de Montréal.

## Statistiques

### En club
| Saison          | Équipe                | Ligue           |      | Saison régulière | Saison régulière | Saison régulière | Saison régulière | Saison régulière |    | Séries éliminatoires | Séries éliminatoires | Séries éliminatoires | Séries éliminatoires | Séries éliminatoires |
| Saison          | Équipe                | Ligue           | PJ   | B                | A                | Pts              | Pun              | PJ               | B  | A                    | Pts                  | Pun                  |                      |                      |
| 1992-1993       | TPS Turku             | SM-liiga        | 46   | 3                | 7                | 10               | 28               | 11               | 3  | 2                    | 5                    | 2                    |                      |                      |
| 1993-1994       | TPS Turku             | SM-liiga        | 47   | 23               | 30               | 53               | 42               | 11               | 4  | 8                    | 12                   | 16                   |                      |                      |
| 1994-1995       | TPS Turku             | SM-liiga        | 45   | 27               | 47               | 74               | 73               | 13               | 7  | 10                   | 17                   | 16                   |                      |                      |
| 1995-1996       | Canadiens de Montréal | LNH             | 82   | 20               | 25               | 45               | 40               | 6                | 3  | 1                    | 4                    | 8                    |                      |                      |
| 1996-1997       | Canadiens de Montréal | LNH             | 50   | 17               | 39               | 56               | 38               | 5                | 1  | 3                    | 4                    | 10                   |                      |                      |
| 1997-1998       | Canadiens de Montréal | LNH             | 69   | 14               | 43               | 57               | 48               | 6                | 2  | 3                    | 5                    | 2                    |                      |                      |
| 1998-1999       | Canadiens de Montréal | LNH             | 65   | 14               | 30               | 44               | 38               | -                | -  | -                    | -                    | -                    |                      |                      |
| 1999-2000       | Canadiens de Montréal | LNH             | 24   | 3                | 18               | 21               | 14               | -                | -  | -                    | -                    | -                    |                      |                      |
| 2000-2001       | Canadiens de Montréal | LNH             | 54   | 17               | 30               | 47               | 40               | -                | -  | -                    | -                    | -                    |                      |                      |
| 2001-2002       | Canadiens de Montréal | LNH             | 3    | 0                | 2                | 2                | 0                | 12               | 4  | 6                    | 10                   | 4                    |                      |                      |
| 2002-2003       | Canadiens de Montréal | LNH             | 82   | 21               | 50               | 71               | 72               | -                | -  | -                    | -                    | -                    |                      |                      |
| 2003-2004       | Canadiens de Montréal | LNH             | 68   | 14               | 41               | 55               | 52               | 11               | 3  | 8                    | 11                   | 10                   |                      |                      |
| 2004-2005       | TPS Turku             | SM-liiga        | 20   | 8                | 8                | 16               | 28               | 6                | 3  | 2                    | 5                    | 30                   |                      |                      |
| 2005-2006       | Canadiens de Montréal | LNH             | 72   | 17               | 45               | 62               | 70               | 3                | 0  | 2                    | 2                    | 2                    |                      |                      |
| 2006-2007       | Canadiens de Montréal | LNH             | 81   | 22               | 53               | 75               | 74               | -                | -  | -                    | -                    | -                    |                      |                      |
| 2007-2008       | Canadiens de Montréal | LNH             | 77   | 16               | 40               | 56               | 93               | 7                | 3  | 6                    | 9                    | 4                    |                      |                      |
| 2008-2009       | Canadiens de Montréal | LNH             | 65   | 16               | 34               | 50               | 44               | 4                | 0  | 3                    | 3                    | 2                    |                      |                      |
| 2009-2010       | Ducks d'Anaheim       | LNH             | 71   | 19               | 33               | 52               | 36               | -                | -  | -                    | -                    | -                    |                      |                      |
| 2010-2011       | Ducks d'Anaheim       | LNH             | 75   | 15               | 30               | 45               | 36               | 6                | 1  | 6                    | 7                    | 6                    |                      |                      |
| 2011-2012       | Ducks d'Anaheim       | LNH             | 74   | 11               | 27               | 38               | 50               | -                | -  | -                    | -                    | -                    |                      |                      |
| 2012-2013       | Ducks d'Anaheim       | LNH             | 47   | 8                | 19               | 27               | 18               | 7                | 1  | 2                    | 3                    | 6                    |                      |                      |
| 2013-2014       | Ducks d'Anaheim       | LNH             | 65   | 11               | 18               | 29               | 46               | 13               | 0  | 1                    | 1                    | 8                    |                      |                      |
| Totaux LNH      | Totaux LNH            | Totaux LNH      | 1124 | 255              | 577              | 832              | 809              | 80               | 18 | 41                   | 59                   | 62                   |                      |                      |
| Totaux SM-liiga | Totaux SM-liiga       | Totaux SM-liiga | 158  | 61               | 92               | 153              | 171              | 41               | 17 | 22                   | 39                   | 64                   |                      |                      |

### En équipe nationale
| Année | Compétition                 |    | PJ | B  | A  | Pts | Pun                         |  | Résultat |
| 1992  | Championnat d'Europe junior | 6  | 3  | 5  | 8  | 18  | 4e place                    |  |          |
| 1993  | Championnat du monde junior | 7  | 1  | 8  | 9  | 6   | 5e place                    |  |          |
| 1993  | Championnat du monde        | 6  | 0  | 1  | 1  | 2   | 7e place                    |  |          |
| 1994  | Championnat du monde junior | 7  | 3  | 6  | 9  | 12  | 4e place                    |  |          |
| 1994  | Jeux olympiques d'hiver     | 8  | 4  | 3  | 7  | 12  | Médaille de bronze          |  |          |
| 1994  | Championnat du monde        | 8  | 5  | 6  | 11 | 4   | Médaille d'argent           |  |          |
| 1995  | Championnat du monde        | 8  | 5  | 5  | 10 | 18  | Médaille d'or               |  |          |
| 1996  | Coupe du monde              | 4  | 1  | 3  | 4  | 4   | Défaite en quarts de finale |  |          |
| 1997  | Championnat du monde        | 6  | 2  | 2  | 4  | 2   | 5e place                    |  |          |
| 1998  | Jeux olympiques d'hiver     | 6  | 2  | 8  | 10 | 4   | Médaille de bronze          |  |          |
| 1999  | Championnat du monde        | 10 | 4  | 12 | 16 | 4   | Médaille d'argent           |  |          |
| 2003  | Championnat du monde        | 7  | 1  | 10 | 11 | 4   | 5e place                    |  |          |
| 2004  | Coupe du monde              | 6  | 3  | 1  | 4  | 2   | Finaliste                   |  |          |
| 2006  | Jeux olympiques d'hiver     | 8  | 3  | 8  | 11 | 12  | Médaille d'argent           |  |          |
| 2008  | Championnat du monde        | 6  | 0  | 3  | 3  | 4   | Médaille de bronze          |  |          |
| 2010  | Jeux olympiques d'hiver     | 6  | 0  | 2  | 2  | 6   | Médaille de bronze          |  |          |

## Honneurs et distinctions
- 1994 : médaillé de bronze aux Jeux olympiques d'hiver de Lillehammer.
- 1994-1995
  - Trophée Jari-Kurri
  - première équipe d'étoiles de la SM-liiga.
  - Joueur de l'année (Kultainen kypärä) et meilleur compteur de la SM-liiga.
- 1995 : médaillé d'or aux Championnats du monde.
- 1998 : médaillé de bronze aux Jeux olympiques d'hiver de Nagano.
- 1997-1998 : participation au Match des étoiles de la Ligue nationale de hockey.
- 2001-2002 : récipiendaire du trophée Bill-Masterton.
- 2002-2003 : participation au Match des étoiles de la LNH.
- 2006 : médaillé d'argent aux Jeux olympiques d'hiver de Turin
- 2005-2006 : gagnant de la Coupe Molson
- 2006-2007 : gagnant du trophée King-Clancy
- 2008 : médaillé de bronze aux Championnats du monde.
- 2010 : médaillé de bronze aux Jeux olympiques d'hiver de Vancouver.

## Palmarès
- Champion de Finlande (2) : 1993 et 1995 avec le TPS Turku.
- Champion d'Europe (1) : 1993 avec le TPS Turku.

## Vie personnelle
Marié à Hanna Norio, il a une fille, Ilona, et un fils, Aatos. Son frère cadet, Mikko, est capitaine du Wild du Minnesota également dans la LNH.
Il est très ami avec Craig Rivet, un ancien coéquipier chez le Canadien de Montréal et qui a fini sa carrière avec les Blue Jackets de Columbus.